# ASD Sant'Angelo
Associazione Sportiva Dilettantistica Sant'Angelo, zkráceně jen Sant'Angelo je italský klub hrající v sezoně 2024/25 4. italskou fotbalovou ligu, sídlící ve městě Sant'Angelo Lodigiano v regionu Piemont.

## Změny názvu klubu
- 1907/08 – 1927/28 – US Santangelina (Unione Sportiva Santangelina)
- 1928/29 – 1932/33 – Sant'Angelo FC (Sant'Angelo Football Club)
- 1933/34 – 1948/49 – Sant'Angelo Sportiva (Sant'Angelo Sportiva)
- 1949/50 – 1962/63 – AS Sant'Angelo (Associazione Sportiva Sant'Angelo)
- 1963/64 – 1970/71 – AC Sant'Angelo (Associazione Calcio Sant'Angelo)
- 1971/72 – 1972/73 – AC Sanyo Sant'Angelo (Associazione Calcio Sanyo Sant'Angelo)
- 1973/74 – 1998/99 – AC Sant'Angelo (Associazione Calcio Sant'Angelo)
- 1999/00 – 2006/07 – Sant'Angelo Lodigiano Calcio (Sant'Angelo Lodigiano Calcio)
- 2007/08 – 2009/10 – ASD Athletic Sant'Angelo (Associazione Sportiva Dilettantistica Athletic Sant'Angelo)
- 2010/11 – 2013/14 – ASD Sant'Angelo 1907 (Associazione Sportiva Dilettantistica Sant'Angelo 1907)
- 2014/15 – ASD Academy Sant'Angelo (Associazione Calcio Dilettantistica Academy Sant'Angelo)
- 2015/16 – ASD Sant'Angelo (Associazione Sportiva Dilettantistica Sant'Angelo)

## Získané trofeje

### Vyhrané domácí soutěže
- 4. italská liga (1x)

1973/74
- 5. italská liga (1x)

2021/22

## Účast v ligách
| Úroveň soutěže | Název soutěže (nynější název) | První hraná sezona | Poslední hraná sezona | celkem odehraných sezon |
| -------------- | ----------------------------- | ------------------ | --------------------- | ----------------------- |
| 2              | Serie B                       | 1921/22            | 1921/22               | 1                       |
| 3              | Serie C                       | 1945/46            | 1981/82               | 10                      |
| 4              | Serie D                       | 1978/79            | 2024/25               | 6                       |
| 5              | Eccellenza                    | 1986/87            | 2012/13               | 19                      |

## Trenéři

### Známí trenéři v klubu
- Lorenzo Buffon (1977–1978)
- Giancarlo Danova (1978–1980)